# Джордж Сміт Паттон
Джордж Сміт Па́ттон, моло́дший (англ. George S. Patton, Jr.; 11 листопада 1885, Сан-Ґабріел, Каліфорнія, США — 21 грудня 1945, Гайдельберг, Баден-Вюртемберг, Американська зона окупації Німеччини) — американський генерал, командувач Третьою армією США під час Другої світової війни.
Джордж Сміт Паттон народився 11 листопада 1885 р. у місті Сан-Ґабріел в штаті Каліфорнія, а пішов з життя 21 грудня 1945 р. у Гайдельбергу, в американській зоні окупації Німеччини.
Джордж Паттон походив із вірджинської сім'ї, що славилася військовими традиціями. З раннього віку він захоплювався героями громадянської війни в США (1861—1865), особливо кавалерійськими генералами, причому як тими з них, хто керував силами конфедератів, так і тими, хто вів у бій північні війська. Він закінчив військове училище у Вест-Пойнт у 1909 р., на шість років раніше двох інших видатних діячів часів Другої світової війни — техасця Дуайта Ейзенхауера і уродженця штату Міссурі Омара Бредлі, — і пройшов довгій шлях від молодшого офіцерського складу  від другого лейтенанта до чотирьохзіркового генерала.
На відміну від Ейзенхауера і Бредлі, що прослужили всю Першу світову війну в США, Паттону довелось брати участь у бойових діях у Франції. Через більш як чверть століття Джорджу Паттону судилося повернутися на цю землю і залишитися на ній після війни. Вдячні французи поставили пам'ятник командувачеві Третьою армією США в місті Авранш у Нижній Нормандії, звільненій завдяки натиску солдатів генерала Паттона.
9 грудня 1945 року, за день до повернення у США, біля міста Гейдельберг генерал потрапив у автокатастрофу. 21 грудня 1945 року він помер у лікарні. З огляду на експресивність, вольовитість та популярність Паттона серед народу, з'явилася чутка про те, що він насправді був вбитий. І не ким-небудь, а самим Управлінням стратегічних служб (попередником ЦРУ) на замовлення американського уряду, який боявся того, що він справді розпочне війну з СРСР.